# Grorud Futsal 2013-2014
Questa voce raccoglie le informazioni riguardanti il Grorud Futsal nelle competizioni ufficiali della stagione 2013-2014.

## Stagione
Il Grorud ha chiuso l'annata al 2º posto finale, alle spalle del Vegakameratene. La squadra ha pertanto migliorato il 6º posto dell'annata precedente. Si è aggiudicato inoltre la vittoria finale della Futsal Cup.

## Rosa
| N° | Naz.                | Ruolo | Sportivo                  | Anno     |  |  |
| -- | ------------------- | ----- | ------------------------- | -------- |  |  |
|    | Norvegia (bandiera) | DIF   | Abdel El Moussaoui        | 03.10.90 |  |  |
|    | Norvegia (bandiera) | LAT   | Mustapha Achrifi          | 04.03.87 |  |  |
|    | Norvegia (bandiera) | LAT   | Faysal Ahmed              | 17.04.88 |  |  |
|    | Norvegia (bandiera) | UNI   | Ilias El Hafedi           | 12.10.89 |  |  |
|    | Libano (bandiera)   | UNI   | Adnan Haidar              | 12.11.90 |  |  |
|    | Norvegia (bandiera) | UNI   | Mohamed Mahnin            | 09.02.93 |  |  |
|    | Norvegia (bandiera) | PIV   | Fatmir Adem               | 20.06.88 |  |  |
|    | Norvegia (bandiera) | PIV   | Jimi Akinyemi             | 24.11.88 |  |  |
|    | Norvegia (bandiera) | PIV   | Omar Fonstad El Ghaouti   | 15.02.90 |  |  |
|    | Norvegia (bandiera) | PIV   | Arib Maazouzi             | 27.04.88 |  |  |
|    | Norvegia (bandiera) | PIV   | Zacaria Maazouzi          | 10.08.89 |  |  |
|    | Norvegia (bandiera) | PIV   | Dennis Obeng              | 01.08.88 |  |  |
|    | Norvegia (bandiera) | PIV   | Esben Rashid              | 21.04.91 |  |  |
|    | Norvegia (bandiera) |       | Jama Abdi Ahmed           |          |  |  |
|    | Norvegia (bandiera) |       | Ivan Andjic               |          |  |  |
|    | Norvegia (bandiera) |       | Mohamed Amin Choukri      |          |  |  |
|    | Norvegia (bandiera) |       | Adrian Haukberg           |          |  |  |
|    | Norvegia (bandiera) |       | Jørn-Andre Jacobsen Lygre |          |  |  |
|    | Norvegia (bandiera) |       | Setar Salimi              |          |  |  |

## Risultati

### Eliteserie

#### Girone di andata
| Tiller 9 novembre 2013, ore 13:45 1ª giornata | Grorud | 3 – 3 referto | Vegakameratene | KVT Hallen\| Arbitro: \| Tariq \| |
| Arbitro:                                      | Tariq  |               |                |                                   |

| Tiller 10 novembre 2013, ore 15:15 2ª giornata | Ørn-Horten | 5 – 8 referto | Grorud | KVT Hallen\| Arbitro: \| Schjølberg \| |
| Arbitro:                                       | Schjølberg |               |        |                                        |

| Tiller 24 novembre 2013, ore 15:00 3ª giornata | KFUM Oslo | 4 – 4 referto | Grorud | KVT Hallen\| Arbitro: \| Hanssen \| |
| Arbitro:                                       | Hanssen   |               |        |                                     |

| Oslo 28 novembre 2013, ore 20:45 4ª giornata | Grorud | 4 – 3 referto | Sandefjord | Haugenstua Idrettshall\| Arbitro: \| Tariq \| |
| Arbitro:                                     | Tariq  |               |            |                                               |

| Tromsø 14 dicembre 2013, ore 12:00 5ª giornata | Sjarmtrollan | 3 – 3 referto | Grorud | Breivikahallen\| Arbitro: \| Iversen \| |
| Arbitro:                                       | Iversen      |               |        |                                         |

| Tromsø 15 dicembre 2013, ore 17:00 6ª giornata | Grorud          | 8 – 5 referto | Kongsvinger | Breivikahallen\| Arbitro: \| Kiil Andreassen \| |
| Arbitro:                                       | Kiil Andreassen |               |             |                                                 |

| Tiller 11 gennaio 2014, ore 12:00 7ª giornata | Nidaros         | 1 – 2 referto | Grorud | KVT Hallen\| Arbitro: \| Kiil Andreassen \| |
| Arbitro:                                      | Kiil Andreassen |               |        |                                             |

| Tromsø 12 gennaio 2014, ore 17:00 8ª giornata | Grorud    | 7 – 4 referto | Tiller | Breivikahallen\| Arbitro: \| Myklebust \| |
| Arbitro:                                      | Myklebust |               |        |                                           |

| Sørumsand 17 gennaio 2014, ore 21:30 9ª giornata | Solør   | 0 – 8 referto | Grorud | Bingsfosshallen\| Arbitro: \| Hanssen \| |
| Arbitro:                                         | Hanssen |               |        |                                          |

#### Girone di ritorno
| Sørumsand 19 gennaio 2014, ore 11:45 10ª giornata | Vegakameratene | 4 – 1 referto | Grorud | Bingsfosshallen\| Arbitro: \| Hanssen \| |
| Arbitro:                                          | Hanssen        |               |        |                                          |

| Oslo 1º febbraio 2014, ore 19:00 11ª giornata | Grorud  | 8 – 6 referto | Ørn-Horten | KFUM-Hallen\| Arbitro: \| Hanssen \| |
| Arbitro:                                      | Hanssen |               |            |                                      |

| Oslo 23 febbraio 2014, ore 17:00 12ª giornata | Grorud   | 11 – 4 referto | KFUM Oslo | Ellingsrudhallen\| Arbitro: \| Sandberg \| |
| Arbitro:                                      | Sandberg |                |           |                                            |

| Sandefjord 1º marzo 2014, ore 16:00 13ª giornata | Sandefjord | 3 – 2 referto | Grorud | Jotunhallen\| Arbitro: \| Hanssen \| |
| Arbitro:                                         | Hanssen    |               |        |                                      |

| Oslo 2 febbraio 2014, ore 13:30 14ª giornata | Grorud   | 5 – 1 referto | Sjarmtrollan | KFUM-Hallen\| Arbitro: \| Sandberg \| |
| Arbitro:                                     | Sandberg |               |              |                                       |

| Oslo 15 febbraio 2014, ore 12:00 15ª giornata | Kongsvinger | 3 – 2 referto | Grorud | Ellingsrudhallen\| Arbitro: \| Iversen \| |
| Arbitro:                                      | Iversen     |               |        |                                           |

| Oslo 16 febbraio 2014, ore 10:00 16ª giornata | Grorud    | 0 – 4 referto | Nidaros | Ellingsrudhallen\| Arbitro: \| Eidhammer \| |
| Arbitro:                                      | Eidhammer |               |         |                                             |

| Oslo 15 marzo 2014, ore 19:00 17ª giornata | Tiller  | 3 – 3 referto | Grorud | KFUM-Hallen\| Arbitro: \| Iversen \| |
| Arbitro:                                   | Iversen |               |        |                                      |

| Oslo 16 marzo 2014, ore 15:15 18ª giornata | Grorud          | 7 – 4 referto | Solør | KFUM-Hallen\| Arbitro: \| Kiil Andreassen \| |
| Arbitro:                                   | Kiil Andreassen |               |       |                                              |

### Futsal Cup
| Oslo 25 gennaio 2014, ore 14:30 Quarti di finale | Grorud  | 4 – 1 referto | Kongsvinger | KFUM-Hallen\| Arbitro: \| Hanssen \| |
| Arbitro:                                         | Hanssen |               |             |                                      |

| Oslo 25 gennaio 2014, ore 19:45 Semifinale | Grorud  | 7 – 5 referto | Ørn-Horten | KFUM-Hallen\| Arbitro: \| Hanssen \| |
| Arbitro:                                   | Hanssen |               |            |                                      |

| Oslo 26 gennaio 2014, ore 13:00 Finale | Grorud   | 3 – 1 referto | Vegakameratene | KFUM-Hallen\| Arbitro: \| Sandberg \| |
| Arbitro:                               | Sandberg |               |                |                                       |